# Ню-Олесунн
Ню-О́лесунн (норв. Ny-Ålesund, «Новый Олесунн» — населённый пункт в норвежской провинции Свальбард (архипелаг Шпицберген). Ню-Олесунн является самым северным в мире постоянным общественным поселением.

## История

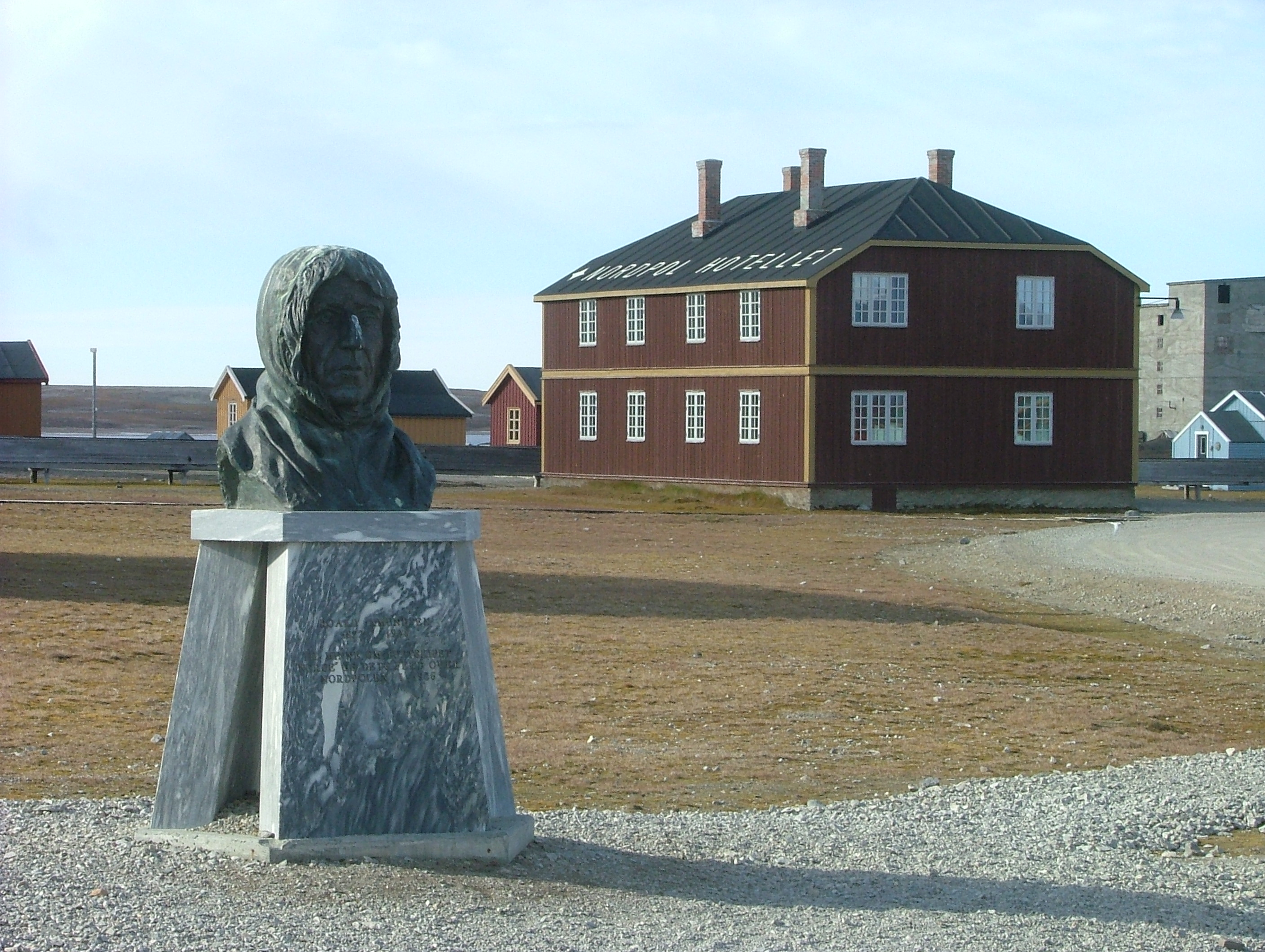
Памятник Руалю Амундсену и отель
«Северный полюс» в Ню-Олесунне

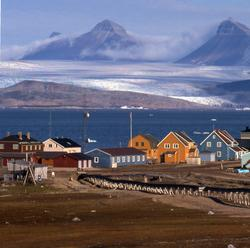
Ню-Олесунн летом

Ню-Олесунн был основан компанией Kings Bay Kull Company в 1916 году, как и все другие современные поселения архипелага, для добычи угля, которая началась в 1917 году. Однако уже в 1929 году угледобыча была остановлена и возобновилась только в 1945, когда норвежское правительство взяло на себя все расходы. В 1963 году, из-за падения цен на уголь и из-за частых обвалов и взрывов метана в шахтах, повлёкших за собой гибель рабочих, добыча угля была окончательно остановлена.
После этого Ню-Олесунн был практически заброшен, однако с 1968 года началось его развитие в роли научно-исследовательского центра. Помимо самой Норвегии, Нидерланды, Германия, Великобритания, Франция, Италия, Япония, Южная Корея и Китай поддерживают свои исследовательские станции в Ню-Олесунне; в последние годы также ведутся переговоры об открытии российской станции.
В 1925, 1926 и 1928 годах из Ню-Олесунна стартовали экспедиции Р. Амундсена и У. Нобиле к Северному полюсу на самолётах и дирижаблях.

## Наука
Практически единственным видом деятельности в Ню-Олесунне являются исследовательские работы, туризм по этой же причине развит очень мало, поскольку активность туристов может мешать научной деятельности. Поселение по-прежнему остаётся собственностью компании Kings Bay AS. Хотя постоянное население Ню-Олесунна составляет около 30 человек, в летние месяцы оно увеличивается до более чем 120 за счёт притока исследователей.
| Станция                                                          | Подчинение                                       | Страна           | Основана | Виды исследований                                                                                        |
| ---------------------------------------------------------------- | ------------------------------------------------ | ---------------- | -------- | --- |
| Климатическая башня Амундсена-Нобеля                             | National Research Council of Italy               | Италия           | 2009     | Атмосферные                                                                                              |
| Нидерландская полярная станция                                   | Гронингенский университет                        | Нидерланды       | 1995     | Экология и прочее                                                                                        |
| Арктическая станция Хуанхэ                                       | Chinese Arctic and Antarctic Administration      | Китай            | 2004     | Окружающая среда, гляциология, метеорология, морские экосистемы, метеорология, измерения космоса и Земли |
| Арктическая исследовательская станция Соединенного Королевства   | British Antarctic Survey                         | Великобритания   | 1991     | Наука о Земле                                                                                            |
| Жан Корбель                                                      | French Polar Institute Paul-Émile Victor         | Франция          | 1956     | Атмосферные науки, гидрология, гляциология                                                               |
| Дасан                                                            | Korea Polar Research Institute                   | Республика Корея | 2002     | Химия атмосферы, ледниковая и перигляциальная геоморфология и гидрология                                 |
| Арктическая база Дирижабль Италия                                | National Research Council of Italy               | Италия           | 1997     | Окружающая среда и климат                                                                                |
| Химадри                                                          | National Centre for Antarctic and Ocean Research | Индия            | 2008     | Атмосферные науки, морские экосистемы и загрязнение                                                      |
| Исследовательская станция НИПР                                   | Национальный институт полярных исследований      | Япония           | 1990     | Физика атмосферы, гляциология, метеорология, океанография и биология Земли                               |
| Колдевей                                                         | Институт Альфреда Вегенера                       | Германия         | 1991     | Атмосферная физика, биология, химия и геология                                                           |
| Морская лаборатория Кингс-Бэй                                    | Kings Bay                                        | Норвегия         | 2005     | Морская биология                                                                                         |
| Станция Шарля Рабо                                               | French Polar Institute Paul-Émile Victor         | Франция          | 1999     | Атмосфера и науки о жизни                                                                                |
| Ракетный полигон на Шпицбергене                                  | Andøya Rocket Range                              | Норвегия         | 1997     | Метеорологические ракеты                                                                                 |
| Свердруп                                                         | Норвежский полярный институт                     | Норвегия         | 1968     | Разное разведка полезных ископаемых(углеводородов)                                                       |
| Геодезическая станция Национального картографического управления | Norwegian Mapping Authority                      | Норвегия         | 1992     | Радиоинтерферометрия со сверхдлинными базами                                                             |
| Зеппелин                                                         | Норвежский полярный институт                     | Норвегия         | 1988     | Атмосфера                                                                                                |